# Hengyang (Kreis)
Der Kreis  Hengyang (chinesisch 衡阳县, Pinyin Héngyáng Xiàn) ist ein Kreis in der chinesischen Provinz Hunan. Er gehört zum Verwaltungsgebiet der bezirksfreien Stadt Hengyang (衡阳市). Hengyang hat eine Fläche von 2.558 km² und zählt 1.048.800 Einwohner (Stand: Ende 2018). Sein Hauptort ist die Großgemeinde Xidu (西渡镇).

## Administrative Gliederung
Auf Gemeindeebene setzt sich der Kreis aus dreizehn Großgemeinden und dreizehn Gemeinden zusammen. 　　